# Ankkurva

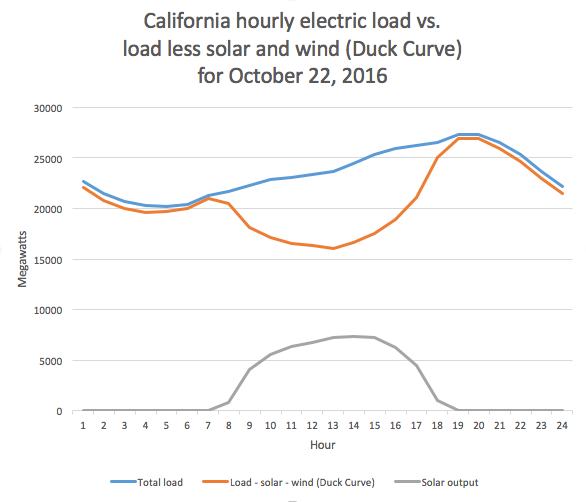
AnkkurvanBlå kurva: Efterfrågan på elkraft.
Orange kurva: (ankkurvan) Tillgång på elkraft från reglerbara källor.
Grå kurva: en dag då vindkraftsproduktionen var låg och stadig under hela dagen.
Den orange kurvan stiger brant från 17:00 till 18:00 när solen går ner, vilket kräver produktionskapacitet från reglerbara källor för att komma igång inom en timme.

Ankkurvan är en graf över kraftproduktionen under en dag som visar obalansen i tidpunkten mellan toppefterfrågan och solenergiproduktion. Grafen liknar en sittande anka, och därför skapades termen. Termen används inom elproduktion i allmännyttig skala och myntades 2012 av California Independent System Operator. Termen finns med i 2024 års nyordslista för svenska språket..

## Solkraft
På vissa energimarknader inträffar den dagliga efterfrågetoppen efter solnedgången, när solenergi inte längre är tillgänglig. På platser där en betydande mängd solenergikapacitet har installerats visar mängden energi som måste genereras från andra källor än sol eller vind en snabb ökning runt solnedgången och når sin topp mitt på kvällen, vilket ger en graf som liknar silhuetten av en anka.
Utan någon form av energilagring, efter tider med hög solenergiproduktion, måste kraftbolagen snabbt öka andra former av kraftproduktion runt solnedgången för att kompensera för förlusten av solenergi, ett stort problem för nätoperatörer där det finns en snabb tillväxt av solceller. Lagring som uppdämd vattenkraft kan lösa dessa problem om det kan implementeras. Batterier för kortvarig användning, vid tillräckligt stor användning, kan hjälpa till att platta ut ankkurvan och förhindra fluktuationer och kan hjälpa till att upprätthålla spänningsprofilen.